# Стэйт Фарм-арена
Стэйт Фарм-арена (англ. State Farm Arena) — спортивный комплекс в Атланте, Джорджия, США, открытый в 1999 году. До 2018 года известно как «Филипс-арена». Является домашней ареной для команд «Атланта Хокс» (Национальная баскетбольная ассоциация) и «Атланта Дрим» из Женской национальной баскетбольной ассоциации. Вместимость арены — около 19 тысяч человек.
Кроме спортивных мероприятий сооружения часто используется и для проведения концертов. В своё время здесь выступали U2, The Rolling Stones, Metallica, Green Day, Элтон Джон, Мадонна, Бритни Спирс, Пол Маккартни и др.
С 1999 года по 2011 год в «Филипс-арене» свои домашние игры проводил клуб Национальной хоккейной лиги «Атланта Трэшерз». 29 августа 2018 года фирма State Farm Insurance купила права на название сооружения.
WWE провело на «Филипс-арене» Королевскую битву 2010.